# Rosalía de Castro
María Rosalía Rita de Castro (phát âm tiếng Galicia: [rosali.a de kastɾo]; 24 tháng 2 năm 1837 - 15 tháng 7 năm 1885), là một nhà văn lãng mạn và nhà thơ Galicia.
Viết bằng tiếng Galicia, theo bút danh Séculos Escuros (các thế kỷ đen tối), bà đã trở thành một nhân vật quan trọng của phong trào lãng mạn Galicia, ngày nay được biết đến như là Rexurdimento ("phục hưng"), cùng với Manuel Curros Enríquez và Eduardo Pondal. Thơ của bà được đánh dấu bởi saudade, một sự kết hợp gần như không thể tả của nỗi nhớ, mong mỏi và u sầu.